# Tai Shanghai
Tai Shanghai är en kinakrog i Haga i Göteborg som öppnade 1977. Tidigt etablerade den sig som en samlingspunkt för alternativa kulturutövare under Göteborgs progg- och punkera, och frekventerades av många musiker, konstnärer, författare och journalister. När den indiska restaurangen Taj Mahal etablerade sig på Järntorget blev det ett begrepp att gå till "Tajan eller Majan", där Tajan fortfarande fungerar som smeknamn för Tai Shanghai.